# Smrečany
Smrečany (slowakisch bis zum 19. Jahrhundert „Smrčany“; ungarisch Szmrecsán) ist eine Gemeinde im Norden der Slowakei mit 704 Einwohnern (Stand 31. Dezember 2024), die zum Okres Liptovský Mikuláš, einem Teil des Žilinský kraj, gehört und zur traditionellen Landschaft Liptau gezählt wird.

## Geographie

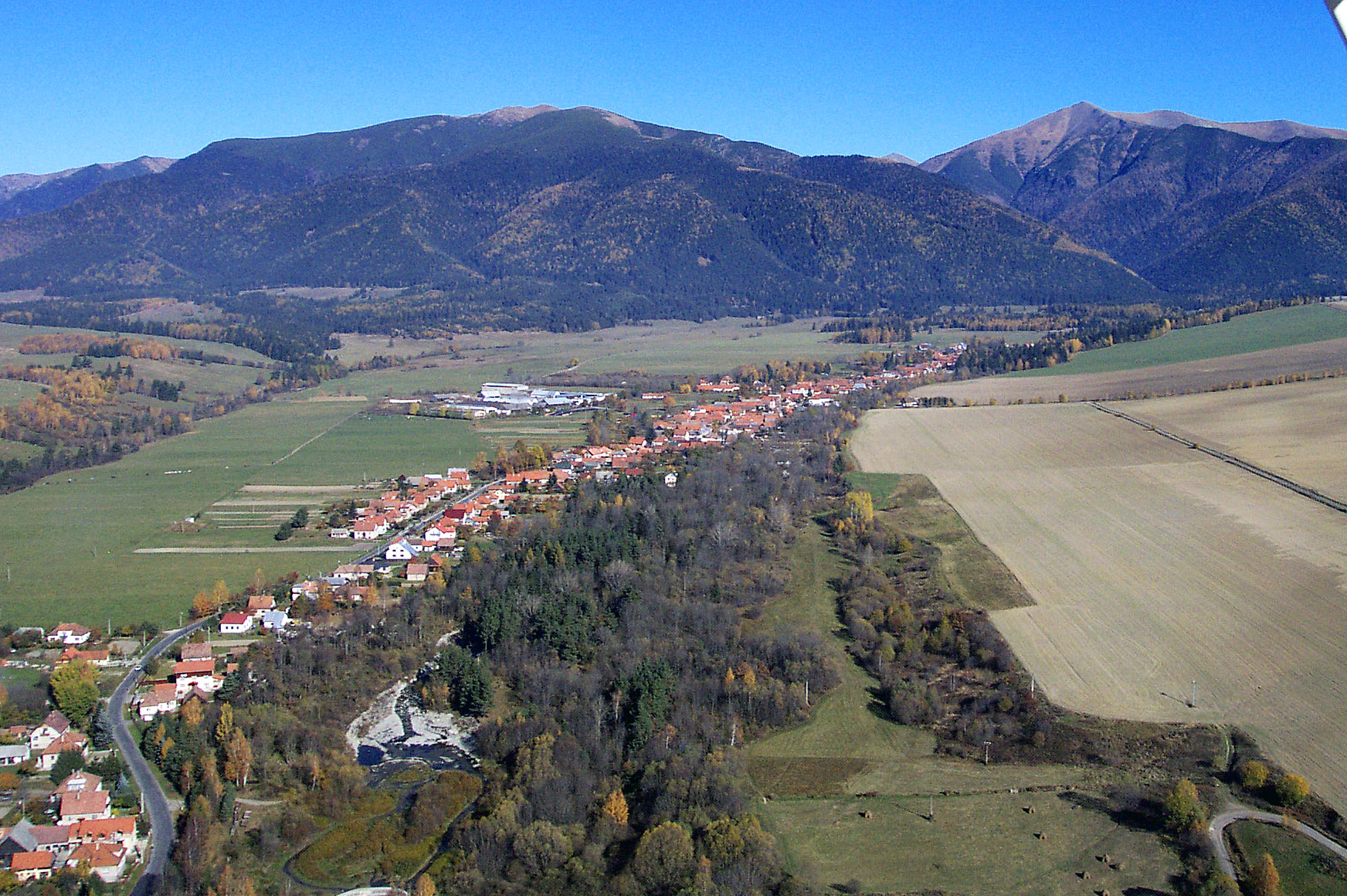
Luftansicht von Smrečany unterhalb der Westtatra

Die Gemeinde befindet sich im Mittelteil des Talkessels Liptovská kotlina (Teil der größeren Podtatranská kotlina) unterhalb der Westtatra, im Tal des dort entspringenden Baches Smrečianka. Das Ortszentrum liegt auf einer Höhe von 718 m n.m. und ist neun Kilometer von Liptovský Mikuláš entfernt.
Nachbargemeinden sind Jalovec im Norden, Žiar im Nordosten, Veterná Poruba im Osten, Liptovský Mikuláš (Stadtteile Okoličné und Liptovský Mikuláš) im Süden, Trstené im Westen und erneut Jalovec im Nordwesten.

## Geschichte

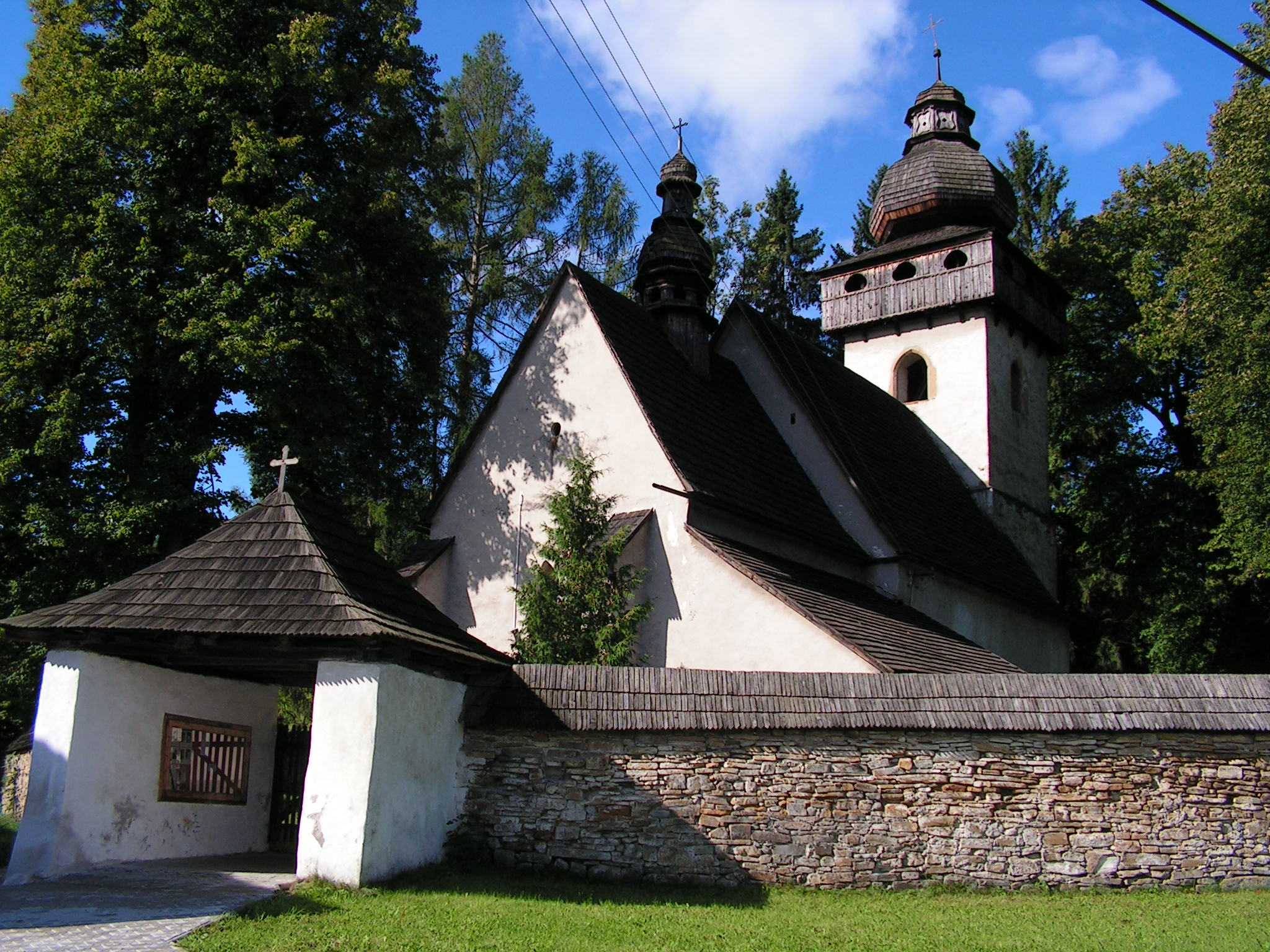
Kirche Mariä Reinigung

Smrečany wurde zum ersten Mal 1299 im Zusammenhang mit einem Rechtsstreit als Zemerchen schriftlich erwähnt. Im 13. Jahrhundert waren die Familien Bohumir und Szerafin Gutsherren, aus denen das spätere Geschlecht Szmrecsányi hervorging. Die erste Kirche bestand bereits Ende des 13. Jahrhunderts, die heutige gotische Kirche wurde nach 1349 erbaut. Ende des 16. Jahrhunderts hatte Smrečany neben Untertanenhäusern mehrere Landsitze, eine Herrenmühle und Pfarrei und zählte zu den größeren Ortschaften der Gegend. 1715 wohnten 23 Steuerpflichtige im Ort, 1784 hatte die Ortschaft 66 Häuser und 526 Einwohner, 1828 zählte man 65 Häuser und 614 Einwohner, die als Bergleute in Eisenerzbergwerken, Leineweber, aber auch als Steinmetze und Saisonarbeiter in anderen Teilen des Königreichs Ungarn beschäftigt waren.
Bis 1918 gehörte der im Komitat Liptau liegende Ort zum Königreich Ungarn und kam danach zur Tschechoslowakei und schließlich zur Slowakei. In der ersten tschechoslowakischen Republik war Landwirtschaft Haupteinnahmequelle, dazu gab es 1920 gegründete Walzenmühle und Elektrizitätswerk. Am 28. Oktober 1944, kurz nach der Niederschlagung des SNP, kamen durch eine Vergeltungsaktion der NS-deutschen Einheiten 10 Einwohner ums Leben und das Dorf wurde in Brand gesetzt.

### Ortsname
Smrečany erhielt seinen Namen nach den vorher reichlich wachsenden Fichten (slowakisch Sg. smrek).

## Bevölkerung
| Jahr                | 1994 | 2004    | 2014    | 2024     |
| ------------------- | ---- | ------- | ------- | -------- |
| Anzahl der Personen | 612  | 621     | 623     | 704      |
| Unterschied         |      | +1,47 % | +0,32 % | +13,00 % |

| Jahr                | 2023 | 2024    |
| ------------------- | ---- | ------- |
| Anzahl der Personen | 701  | 704     |
| Unterschied         |      | +0,42 % |

Nach der Volkszählung 2011 wohnten in Smrečany 625 Einwohner, davon 604 Slowaken, zwei Tschechen und ein Rom. Ein Einwohner gab eine andere Ethnie an und 17 Einwohner machten keine Angabe zur Ethnie.
351 Einwohner bekannten sich zur Evangelischen Kirche A. B., 116 Einwohner zur römisch-katholischen Kirche, drei Einwohner zur evangelisch-methodistischen Kirche und ein Einwohner zur griechisch-katholischen Kirche; 11 Einwohner bekannten sich zu einer anderen Konfession. 105 Einwohner waren konfessionslos und bei 38 Einwohnern wurde die Konfession nicht ermittelt.

## Baudenkmäler
- römisch-katholische Kirche Mariä Reinigung aus der Mitte des 14. Jahrhunderts mit erhaltenen mittelalterlichen Fresken sowie vielen gotischen Bauelementen
- evangelische Kirche aus dem Jahr 1880
- Landschloss des Geschlechts Szmrecsányi aus dem Jahr 1750, ursprünglich im barocken, nach 1810 im klassizistischen Stil gestaltet

## Söhne und Töchter der Gemeinde
- Vladimír Pavol Čobrda (1880–1967), evangelischer Pfarrer und Generalbischof